# George Pell
George Pell (8 tháng 6 năm 1941 – 10 tháng 1 năm 2023) là một hồng y của Giáo hội Công giáo Rôma. Ông là nguyên Tổng trưởng Quốc vụ viện Kinh tế Tòa Thánh, từng là thành viên trong nhóm 9 hồng y thuộc Hội đồng Hồng y Tư vấn từ năm 2013 đến năm 2018.
Ngày 11 tháng 12 năm 2018, ông đã bị kết án tội lạm dụng tình dục trẻ em, nhưng được giữ kín đến ngày 26 tháng 2 năm 2019 mới công bố để đảm bảo tính khách quan trong trường hợp có vụ xét xử mới. Ông kháng cáo lên Tối cao Pháp viện vì có nhiều vấn đề trong lời cáo buộc và quá trình điều tra. Ngày 7 tháng 4 năm 2020, Tối cao Pháp viện Úc tuyên bố Hồng y Pell hoàn toàn vô tội. Ông được trả tự do ngay sau khi phán quyết được đưa ra.

## Tiểu sử

### Tu tập và thời gian làm linh mục
George Pell sinh ngày 8 tháng 6 năm 1941, con của George Arthur và Margaret Lillian (nhũ danh Burke) Pell. Khi còn nhỏ, ông theo học ở trường Công giáo theo yêu cầu của mẹ mình, một người Công giáo nhiệt tâm, còn cha ông là một người Anh giáo trên danh nghĩa. Ông từ bỏ cơ hội trở thành một cầu thủ Australian Football chuyên nghiệp, để trở thành linh mục. Ông theo học ban đầu ở gần Melbourne, sau đó tại Rome, nơi ông được thụ phong vào ngày 16 tháng 12 năm 1966 tại Vương cung thánh đường Thánh Phêrô và nhận bằng tốt nghiệp thần học trong năm sau. Lúc đầu, ông làm việc trong cộng đồng xung quanh Melbourne như một linh mục phụ tá. Năm 1971, ông nhận bằng tiến sĩ về lịch sử giáo hội với luận án "Thực hiện thẩm quyền trong Kitô giáo sơ khởi từ khoảng 170 cho tới 270" tại Đại học Oxford.

### Giám mục
Vào ngày 30 tháng 3 năm 1987, ông được Giáo hoàng Gioan Phaolô II phong làm giám mục Hiệu tòa của Scala và giám mục phụ tá Tổng Giáo phận Melbourne.
Khi Thomas Francis Littles từ chức vào ngày 16 tháng 6 năm 1996, ông được bổ nhiệm làm tổng giám mục giáo phận Melbourne. Đến ngày 26 tháng 3 năm 2001 ông được bổ nhiệm làm tổng giám mục giáo phận Sydney.
Vào ngày 21 tháng 10 năm 2003 ông được Giáo hoàng Gioan Phaolô II nhận vào hồng y đoàn với chức vụ hồng y linh mục và danh hiệu nhà thờ Santa Maria Domenica Mazzarello.
Năm 2014, Hồng y Pell được triệu đến Rome để làm người phụ trách tài chính của Vatican, một vị trí mới do Giáo hoàng Francis lập ra sau khi có vụ scandal ở Ngân hàng Vatican.
Năm 2015, một trong hai thanh niên "tự nhận" là nạn nhân bị lạm dụng tình dụng của Đức Hồng y đã báo cáo với cảnh sát và yêu cầu mở một Cuộc điều tra về Đức Hồng y George Pell.
Ngày 11 tháng 12 năm 2018, ông bị cáo buộc lạm dụng tình dục trẻ vị thành niên. Vào ngày 12 tháng 12 năm 2018, một ngày sau khi Pell bị kết án, Văn phòng Báo chí Tòa thánh tuyên bố rằng Giáo hoàng Phanxicô đã viết thư cho Pell vào cuối tháng 10 năm 2018 để cảm ơn ông vì đã làm việc với Hội đồng Cố vấn Hồng y từ năm 2013 và đã chấm dứt bổ nhiệm ông vào Hội đồng. Nhiệm kỳ năm năm của Pell với tư cách là Ban thư ký cho nền kinh tế kết thúc vào ngày 24 tháng 2 năm 2019. Vào ngày 27 tháng 2, khi lệnh cấm về trường hợp của Pell được dỡ bỏ, Vatican đã xác nhận rằng Pell không còn là Ban Thư ký Kinh tế nữa, một vị trí mà ông đã nghỉ phép vào năm 2017. Người ta cũng tuyên bố rằng Bộ Giáo lý Đức tin (CDF) đang bắt đầu cuộc điều tra riêng về các cáo buộc chống lại Pell.
Ngày 12 tháng 12 năm 2018, Giáo hoàng rút ông ra khỏi Hội đồng Hồng y Tư vấn.
Ngày 24 tháng 2 năm 2019, Hồng y Pell mãn nhiệm chức vụ Tổng trưởng Kinh Tế Tòa Thánh.
Ngày 7 tháng 4 năm 2020, với đồng thuận tuyệt đối từ cả bảy thẩm phán, Tối cao Pháp viện Úc hủy bỏ bản án của tòa cấp dưới và tuyên bố Hồng y George Pell vô tội. Ông được trả tự do ngay sau khi phán quyết được đưa ra.
Ngày 10 tháng 1 năm 2023, ông qua đời do ngừng tim sau khi phẫu thuật thay khớp háng ở Rome, hưởng thọ 81 tuổi.